# 나스닥 노르딕

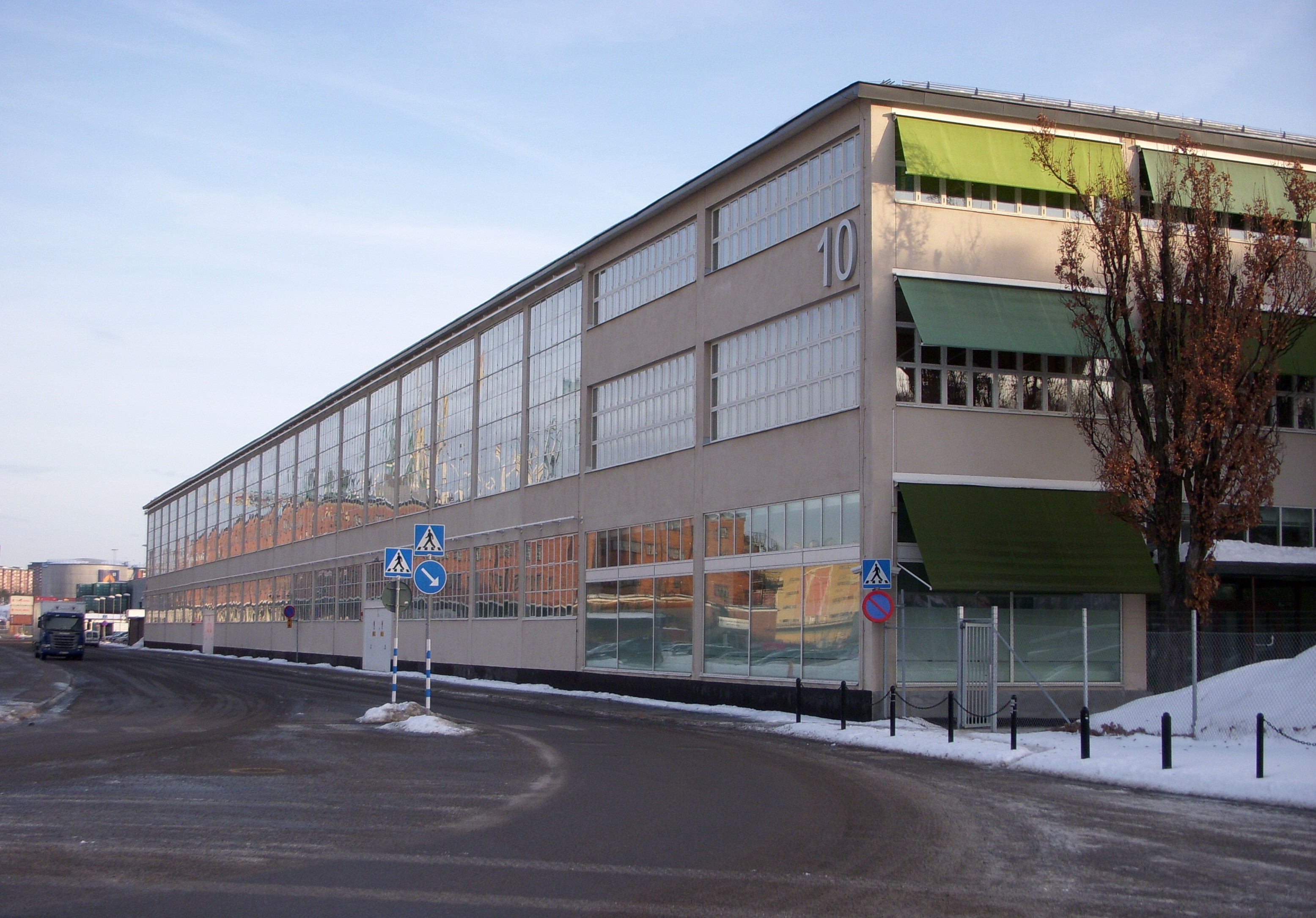

나스닥 노르딕(Nasdaq Nordic)은 북유럽, 발트해, 캅카스 지역에서 금융 서비스를 제공하고, 증권 시장을 운영하는 나스닥 주식회사 자회사의 통칭이다.
나스닥 노르딕은 북유럽, 발트해 국가, 캅카스 지역을 중심으로 8개 증권거래소를 운영하는 OMX 거래소와 OMX 거래소가 사용하는 금융거래 시스템을 개발하고 판매하는 OMX 테크놀로지의 2개 부문으로 구분된 상태이다.

## 산하의 증권거래소
- 나스닥 코펜하겐
- 나스닥 스톡홀름
- 나스닥 헬싱키
- 나스닥 아이슬란드
- 나스닥 탈린
- 나스닥 리가
- 나스닥 빌뉴스
- 아르메니아 증권거래소

## 같이 보기
- 나스닥 코펜하겐
- 나스닥 스톡홀름
- 나스닥 헬싱키
- 나스닥 빌뉴스
- 나스닥 리가
- 나스닥 탈린
- 나스닥 아이슬란드